# Pays-Bas aux Jeux olympiques d'hiver de 1968
Cet article contient des informations sur la participation et les résultats des Pays-Bas aux Jeux olympiques d'hiver de 1968, qui ont eu lieu à Grenoble en France. 

#### Femmes

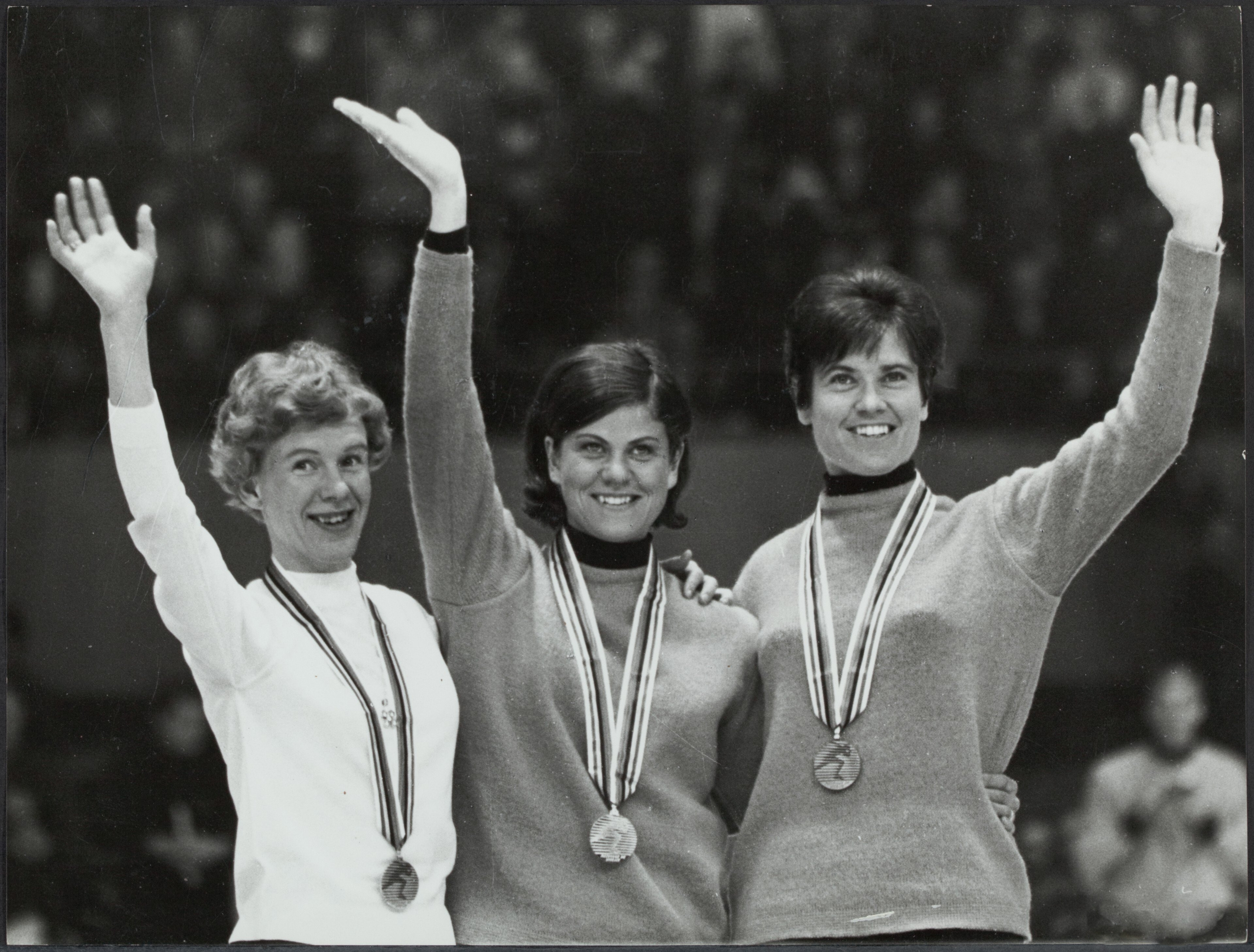
Johanna Schut remporte l'or et Stien Baas-Kaiser le bronze sur le 3 000 m

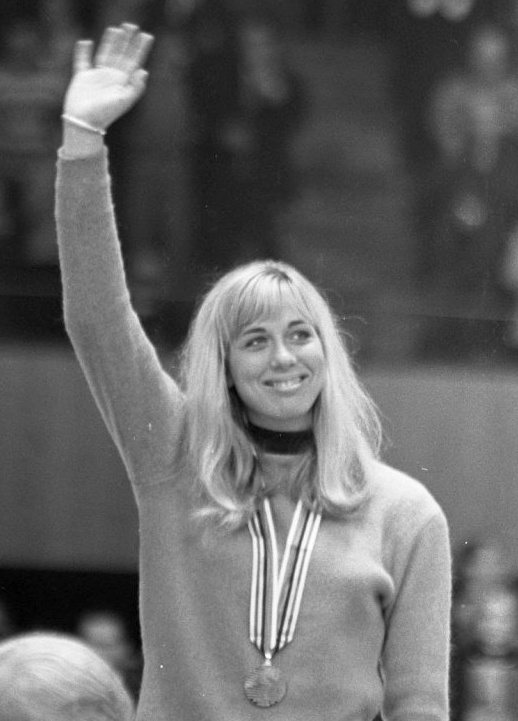
Carolina Geijssen remporte l'or au 1 000 m et l'argent au 1 500 m

## Médailles
| Médaille | Nom               | Sport               | Épreuve             |
| -------- | ----------------- | ------------------- | ------------------- |
| Or       | Kees Verkerk      | Patinage de vitesse | 1 500 mètres hommes |
| Or       | Carolina Geijssen | Patinage de vitesse | 1 000 mètres femmes |
| Or       | Johanna Schut     | Patinage de vitesse | 3 000 mètres femmes |
| Argent   | Ard Schenk        | Patinage de vitesse | 1 500 mètres hommes |
| Argent   | Kees Verkerk      | Patinage de vitesse | 5 000 mètres hommes |
| Argent   | Carolina Geijssen | Patinage de vitesse | 1 500 mètres femmes |
| Bronze   | Petrus Nottet     | Patinage de vitesse | 5 000 mètres hommes |
| Bronze   | Stien Baas-Kaiser | Patinage de vitesse | 1 500 mètres femmes |
| Bronze   | Stien Baas-Kaiser | Patinage de vitesse | 3 000 mètres femmes |

## Résultats

### Patinage de vitesse
| Épreuve  | Athlète       | Course          | Course |
| Épreuve  | Athlète       | Temps           | Rang   |
| -------- | ------------- | --------------- | ------ |
| 500 m    | Jan Bols      | N'a pas terminé | –      |
| 500 m    | Petrus Nottet | 42 s 4          | 30     |
| 500 m    | Ard Schenk    | 41 s 1          | 13     |
| 500 m    | Kees Verkerk  | 42 s 6          | 33     |
| 1 500 m  | Jan Bols      | 2 min 07 s 8    | 16     |
| 1 500 m  | Petrus Nottet | 2 min 06 s 3    | 9      |
| 1 500 m  | Ard Schenk    | 2 min 05 s 0    | 2      |
| 1 500 m  | Kees Verkerk  | 2 min 03 s 4 RO | 1      |
| 5 000 m  | Jan Bols      | 7 min 33 s 1    | 8      |
| 5 000 m  | Petrus Nottet | 7 min 25 s 5    | 3      |
| 5 000 m  | Kees Verkerk  | 7 min 23 s 2    | 2      |
| 10 000 m | Jan Bols      | 16 min 09 s 5   | 13     |
| 10 000 m | Petrus Nottet | 15 min 54 s 7   | 8      |
| 10 000 m | Kees Verkerk  | 15 min 33 s 9   | 5      |

| Épreuve | Athlète            | Course          | Course |
| Épreuve | Athlète            | Temps           | Rang   |
| ------- | ------------------ | --------------- | ------ |
| 500 m   | Stien Baas-Kaiser  | 47 s 6          | 14     |
| 500 m   | Ellie van den Brom | 46 s 6          | 5      |
| 500 m   | Wil Burgmeijer     | 47 s 8          | 16     |
| 1 000 m | Stien Baas-Kaiser  | 1 min 35 s 2    | 10     |
| 1 000 m | Ellie van den Brom | 1 min 36 s 8    | 13     |
| 1 000 m | Carolina Geijssen  | 1 min 32 s 6 RO | 1      |
| 1 500 m | Stien Baas-Kaiser  | 2 min 24 s 5    | 3      |
| 1 500 m | Carolina Geijssen  | 2 min 22 s 7    | 2      |
| 1 500 m | Johanna Schut      | 2 min 28 s 3    | 12     |
| 3 000 m | Stien Baas-Kaiser  | 5 min 01 s 3    | 3      |
| 3 000 m | Wil Burgmeijer     | 5 min 05 s 1    | 5      |
| 3 000 m | Johanna Schut      | 4 min 56 s 2 RO | 1      |

## Référence
- (en) Cet article est partiellement ou en totalité issu de l’article de Wikipédia en anglais intitulé « Netherlands at the 1968 Winter Olympics » (voir la liste des auteurs).